# George J. Lewis
George J. Lewis (Guadalajara, Jalisco, 10 de diciembre de 1903-Rancho Santa Fe, California, 8 de diciembre de 1995) fue un actor estadounidense de origen mexicano que apareció en varias películas y series de televisión desde la década de 1920 hasta la década de 1960. Probablemente, es más conocido por interpretar a don Alejandro de La Vega, el padre de don Diego en la famosa serie de Disney El Zorro durante los últimos años de la década de 1950.

## Biografía

### Carrera
Lewis debutó en el cine a principios de 1920 y su guapa apariencia le llevó a interpretar papeles principales en distintas series de corto sujeto producidas por Universal Pictures, tales como The Collegians. La llegada del cine sonoro fue una bendición para Lewis, que era bilingüe. Habló en inglés sin ningún rastro de acento y podía desempeñar carácter o papeles de dialecto de prácticamente cualquier origen étnico. Sus conocimientos de idiomas le valió el papel de personajes de españoles producidos por los estudios de América para el lanzamiento internacional. También interpretó papeles secundarios en cortometrajes para Educational Pictures.
La mayor parte del trabajo en la televisión de George era en películas de bajo presupuesto, aunque se le puede ver en algunas producciones importantes (en Casablanca él es un vendedor ambulante árabe con un mono). Algunos de sus papeles fueron comprensivos, que interpretó los protagonistas masculinos en la serie de 1944 Zorro's Black Whip y en los cortos de comedia de Vera Vague de los años cuarenta. Por lo general, George J. Lewis protagonizaba a villanos en wésterns y series, principalmente en Republic Pictures. Interpretando a un esbirro siniestro, Lewis lleva a cabo las órdenes diabólicas del villano, el establecimiento de trampas mortales y emboscadas semana tras semana. El punto culminante de la carrera en las series de Lewis fue probablemente el melodrama de 1945 Federal Operator 99, en la que él era el villano de pleno derecho de la serie, tocando «Moonlight Sonata» en un piano mientras tramaba crímenes. Sosteniendo el cautivo heroína, el Lewis indiferente pide al héroe: «¿Cómo será efectivo para mí... o incineración para la señorita Kingston?». Él apareció en Los Tres Chiflados en «Malice in the Palace» y en la nueva versión: «Rumpus in the Harem». Fue también presentado con los Tres Chiflados (como George Lewis) en Hollywood para el lanzamiento de la comedia Sappy Bull Fighters.
Muchos directores de cine de bajo presupuesto logrado éxitos en la televisión temprano, y muchas caras conocidas aparecieron en acción tarifa de media hora. Lewis apareció en los primeros dos episodios de El Llanero Solitario que fueron «Enter The Lone Ranger» y «The Lone Ranger Fights On». Él era un villano que ayudó a traicionar a un grupo de rangers de Texas y los llevó a todos en una emboscada mortal, como la estrella de la serie, por supuesto, fue el único sobreviviente. Protagonizó a un nativo americano en Aventuras de Superman en el episodio llamado «Test de un guerrero». Lewis continuó trabajando en decenas de series de televisión, como Daniel Boone, hasta que se retiró en 1969.

## Muerte
Lewis falleció a causa de un accidente cerebrovascular en 1995, dos días antes de cumplir noventa y dos años.

## Filmografía parcial
- The Spanish Dancer (1923)
- Code of the Sea (1924)
- Captain Blood (1924)
- Three Women (1924)
- The Lady Who Lied (1925)
- Sherlock Sleuth (1925)
- His People (1925)
- Devil's Island (1926)
- The Old Soak (1926)
- The Collegians (1926)
- Benson at Calford (1926)
- Fighting to Win (1926)
- Making Good (1926)
- Lazy River (1934)
- Allez Oop (1934)
- The Fighting Marines (1935)
- The Headline Woman (1935)
- Dummy Ache (1936)
- Captain Calamity (1936)
- No Hands on the Clock (1941)
- A Yank in Libya (1942)
- Perils of Nyoka (1942)
- G-Men vs the Black Dragon (1943)
- Daredevils of the West (1943)
- The Blocked Trail (1943)
- Captain America (1944)
- The Tiger Woman (1944)
- Oh, What a Night (1944)
- Zorro's Black Whip (1944)
- Federal Operator 99 (1945)
- Tarzan and the Leopard Woman (1946)
- The Phantom Rider (1946), serial
- The Feathered Serpent (1948)
- The Big Sombrero (1949)
- Radar Patrol vs. Spy King (1949)
- Malice in the Palace (1949)
- Ghost of Zorro (1949)
- The Bandits of Corsica (1953)
- Saskatchewan (1954)
- Davy Crockett (1955)
- Rumpus in the Harem (1956)
- El Zorro (1957-1959)
- Sappy Bull Fighters (1959)
- Batman (1966)